# Person of Interest
Person of Interest is een Amerikaanse televisieserie die in 2011 voor het eerst werd uitgezonden door CBS in de Verenigde Staten en liep tot 2016. De serie werd bedacht door Jonathan Nolan en geproduceerd door J.J. Abrams. Het verhaal gaat over een oud-CIA-officier die door een mysterieuze miljardair wordt gerekruteerd om gewelddadige misdrijven te voorkomen.

## Verhaal
In de serie speelt Michael Emerson Harold Finch, een mysterieuze miljardair die voor de Amerikaanse overheid software heeft ontwikkeld die terroristische dreigingen kan voorspellen. De software, genaamd The Machine, is ontwikkeld na de aanslagen op 11 september 2001 om volgende aanslagen te voorkomen. Al snel ontdekt Harold dat de software niet alleen terroristische daden kan voorspellen, maar ook toekomstige misdaden. Deze worden door de overheid als irrelevant gezien, waar Harold niet mee kan leven. Hij realiseert zich dat veel misdaden voorkomen kunnen worden als er wat wordt gedaan met deze data. Hij heeft een backdoor (achterdeur) in het systeem gebouwd, waardoor hij elke dag een lijst krijgt met burgerservicenummers van mensen die betrokken dreigen te raken bij een toekomstige misdaad. Hij weet alleen niet of deze personen de misdadigers of slachtoffers zullen zijn. Omdat Harold niet in staat is om deze informatie zelf te onderzoeken en misdaden te voorkomen, huurt hij John Reese (Jim Caviezel) in, een voormalig Special Forces-officier die door de staat dood wordt gewaand.
Zij worden geholpen door twee rechercheurs van de politie in New York, Joss Carter (Taraji P. Henson) en Lionel Fusco (Kevin Chapman), die onderzoeken wie de man in het pak (een alias van Reese) is die telkens misdaden weet te voorkomen maar dat niet zachtzinnig doet en een spoor van gedode misdadigers achterlaat. Beiden worden in de loop van het eerste seizoen bondgenoten van Finch en Reese (waardoor de politie er nooit achter komt wie deze geheimzinnige personen zijn), maar zij weten dat aanvankelijk niet van elkaar. Later krijgen Finch en Reese ook hulp van Sameen Shaw (Sarah Shahi), een anti-terrorisme agent die, zonder dat te beseffen, de "relevante" nummers van The Machine natrekt en terroristen uitschakelt (waar The Machine ook voor ontworpen is), maar door Reese moet worden gered van een aanslag nadat haar partner is vermoord omdat hij vragen is gaan stellen bij hun werkwijze, en Samantha Groves, alias Root (Amy Acker), een hacker die op het spoor van The Machine is gekomen en eerst vijandig tegenover Finch staat, maar hem later gaat bijstaan.
Diverse verhaallijnen lopen door de serie. In de eerste seizoenen is dat de strijd tegen HR, een organisatie van corrupte politieagenten die samenwerkt met gangster Carl Elias (Enrico Colantoni). Nadat Carters partner is gedood door HR, weet zij te ontdekken dat Alonzo Quinn (Clarke Peters), het hoofd van de staf van de burgemeester, de leiding heeft over de organisatie, maar na zijn ontmaskering en arrestatie wordt zij gedood door Patrick Simmons (Robert John Burke), een van Quinns handlangers, die heeft weten te ontsnappen.
Langzamerhand komt de aandacht te liggen op de strijd tegen een tweede kunstmatige intelligentie, Samaritan, gebouwd en beheerst door Decima Technologies, een organisatie die uit is op werelddominantie en de vernietiging van The Machine en de groep rond Harold Finch. Uiteindelijk worden beide machines vernietigd, waarbij ook Root en Reese om het leven komen.
Of heeft The Machine toch weten te overleven? Ondanks het open einde van seizoen 5 komt er geen vervolg op de serie.

## Rolverdeling
| Acteur            | Personage              | Opmerkingen     |
| ----------------- | ---------------------- | --------------- |
| Jim Caviezel      | John Reese             | Hoofdrol        |
| Michael Emerson   | Harold Finch           | Hoofdrol        |
| Kevin Chapman     | Lionel Fusco           | Hoofdrol        |
| Taraji P. Henson  | Jocelyn "Joss" Carter  | Hoofdrol        |
| Amy Acker         | Samantha "Root" Groves | Hoofdrol        |
| Sarah Shahi       | Sameen Shaw            | Hoofdrol        |
| Enrico Colantoni  | Carl Elias             |                 |
| David Valcin      | Scarface               |                 |
| Paige Turco       | Zoe Morgan             |                 |
| Brett Cullen      | Nathan Ingram          |                 |
| Carrie Preston    | Grace Hendricks        |                 |
| Robert John Burke | Patrick Simmons        | HR              |
| Clarke Peters     | Alonzo Quinn           | HR              |
| Boris McGiver     | Hersh                  |                 |
| Camryn Manheim    | Control                |                 |
| John Nolan        | John Greer             | Decima          |
| Leslie Odom jr.   | Peter Collier          | Decima          |
| Winston Duke      | Dominic                | The Brotherhood |

## Afleveringen
| Seizoen | Afleveringen | Originele uitzenddata () | Originele uitzenddata () |
| Seizoen | Afleveringen | Begin                    | Einde                    |
| ------- | ------------ | ------------------------ | ------------------------ |
| 1       | 23           | 22 september 2011        | 17 mei 2012              |
| 2       | 22           | 27 september 2012        | 9 mei 2013               |
| 3       | 23           | 24 september 2013        | 13 mei 2014              |
| 4       | 22           | 23 september 2014        | 5 mei 2015               |
| 5       | 13           | 3 mei 2016               | 21 juni 2016             |